# Биот
Биот (фр. Biot) — коммуна на юго-востоке Франции в регионе Прованс — Альпы — Лазурный берег, департамент Приморские Альпы, округ Грас, кантон Антиб-3.
Площадь коммуны — 15,54 км², население — 8791 человек (2006) с выраженной тенденцией к росту: 10 054 человека (2012), плотность населения — 647,0 чел/км².

## Географическое положение
Коммуна расположена во Французской Ривьере на Лазурном Берегу, восточнее Антиба.

## Население
Население в Биоте в 2007 году составляло 8995 человек, при этом на протяжении предшествовавших 8 лет население увеличилось на 21 %.
| Год  | Население |
| ---- | --------- |
| 1793 | 1000      |
| 1800 | 1000      |
| 1806 | 1078      |
| 1821 | 1138      |
| 1831 | 1267      |
| 1836 | 1273      |
| 1841 | 1328      |
| 1846 | 1278      |
| 1851 | 1268      |
| 1856 | 1225      |
| 1861 | 1326      |
| 1866 | 1367      |

| Год  | Население |
| ---- | --------- |
| 1872 | 1355      |
| 1876 | 1343      |
| 1881 | 1345      |
| 1886 | 1206      |
| 1891 | 1215      |
| 1896 | 1336      |
| 1901 | 1106      |
| 1906 | 1169      |
| 1911 | 1186      |
| 1921 | 1053      |
| 1926 | 1211      |
| 1931 | 1293      |

| Год  | Население |  |
| ---- | --------- |  |
| 1936 | 1413      |  |
| 1946 | 1280      |  |
| 1954 | 1513      |  |
| 1962 | 2048      |  |
| 1968 | 2656      |  |
| 1975 | 2745      |  |
| 1982 | 3680      |  |
| 1990 | 5575      |  |
| 1999 | 7411      |  |
| 2006 | 8761      |  |
| 2007 | 8995      |  |
| 2012 | 10 054    |  |

Население коммуны в 2011 году составляло — 9751 человек, а в 2012 году — 10 054 человека.
| 1962 | 1968 | 1975 | 1982 | 1990 | 1999 | 2006 | 2007 | 2011 | 2012  |
| ---- | ---- | ---- | ---- | ---- | ---- | ---- | ---- | ---- | ----- |
| 2048 | 2656 | 2745 | 3680 | 5575 | 7395 | 8791 | 8995 | 9751 | 10054 |

Динамика численности населения:

## Экономика
На протяжении веков, удобно расположенный на вершине холма в 4 км от берега, Биот был центром гончарного мастерства. Этому благоприятствовала местность богатая песком, глиной и марганцем.
Ещё до производства и декорирования стекла Биот славился производством и украшением глиняной посуды, в которой местные жители хранили вино и оливки.
Со временем, с появлением иной посуды для хранения, жители Биота из ремесленников по производству превратились в художников-оформителей, научившись создавать необычайно красивые кувшины, сосуды и вазы.
Стеклодувное мастерство сменило производство глиняной посуды и достигло очень высокого уровня в Биоте — к XVIII веку Биот экспортировал своё стекло через порт Антиб.
Сейчас этот город славится продажей изделий из стекла с особыми шариками внутри самого стекла по значительным ценам во множественных магазинчиках.
В 2010 году из 6405 человек трудоспособного возраста (от 15 до 64 лет) 4737 были экономически активными, 1668 — неактивными (показатель активности 74,0 %, в 1999 году — 71,4 %). Из 4737 активных трудоспособных жителей работали 4342 человека (2289 мужчин и 2053 женщины), 395 числились безработными (171 мужчина и 224 женщины). Среди 1668 трудоспособных неактивных граждан 859 были учениками либо студентами, 393 — пенсионерами, а ещё 416 — были неактивны в силу других причин.
На протяжении 2010 года в коммуне числилось 3686 облагаемых налогом домохозяйств, в которых проживало 9551,0 человек. При этом медиана доходов составила 25 тысяч 671 евро на одного налогоплательщика.

## Транспорт
Автомобильное сообщение по трассе A8 с выездом на «Antibes Est», автобусы категории Envibus обслуживает направление Биот, соединяя автобусный вокзал г. Антиб, ж/д вокзал квартала Жюан-ле-Пен и ж/д вокзал г. Биот.

## Достопримечательности
К достопримечательностям относятся кустари-стеклодувы в «La Verrerie de Biot» Архивная копия от 16 ноября 2017 на Wayback Machine, на выезде из города, музей истории и керамики Биота (Musée histoire et céramique Biotoises), дендрарий бонсаи (Bonsai Arboretum), площадью в 3000 квадратных метров.
Другая известная достопримечательность Биота — музей Фернана Леже (Musée national Fernand Léger), в котором выставлены 350 работ мастера. Именно в этих местах Леже купил усадьбу, где прожил до своей смерти в 1955 году.

## Города-побратимы
- Вернанте, Италия
- Такома, США